# Don Cristóbal Primero
Don Cristóbal Primero est une localité rurale argentine située dans le département de Nogoyá et dans la province d'Entre Ríos.

## Démographie
La population de la ville, c'est-à-dire à l'exclusion de la zone rurale, était de 273 habitants en 1991 et de 120 en 2001. La population de la juridiction du conseil d'administration était de 703 habitants en 2001. Elle comptait 505 habitants en 2010.